# Evelyn Creek
Evelyn Creek är ett vattendrag i Australien. Det ligger i delstaten New South Wales, i den sydöstra delen av landet, omkring 970 kilometer nordväst om delstatshuvudstaden Sydney.
Omgivningarna runt Evelyn Creek är i huvudsak ett öppet busklandskap. Trakten runt Evelyn Creek är nära nog obefolkad, med mindre än två invånare per kvadratkilometer. Genomsnittlig årsnederbörd är 285 millimeter. Den regnigaste månaden är februari, med i genomsnitt 78 mm nederbörd, och den torraste är oktober, med 1 mm nederbörd.